# Орловский александринский институт благородных девиц
Орловский александринский институт благородных девиц — женское образовательное учреждение (институт благородных девиц) Российской империи.

## История
Торжественное открытие института благородных девиц в Орле состоялось 6 февраля 1865 года. Первых своих воспитанниц он выпустил 7 июня 1870 года.
Согласие на учреждение в Орле Института благородных девиц дал император Николай I, который удовлетворил просьбу орловских дворян, в 1851 году решивших, что в губернии назрела необходимость в таком учебном заведении. Для открытия института необходимо было собрать 220 тысяч рублей. Решив помочь орловским дворянам, Николай I разрешил добавить к этой сумме доходы от имений покойной графини Анны Алексеевны Орловой-Чесменской, которые находились в Орловской, Московской и Ярославской губерниях.

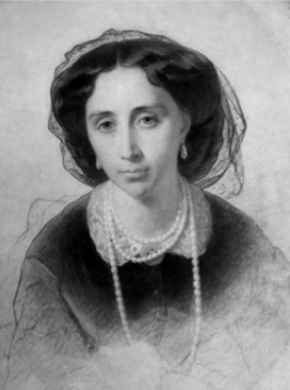
Попечительница института Александра Михайловна Апраксина

Под институт была отведена территория в дворянской части города на Полесской площади, где до 1847 года стоял деревянный театр. К началу 1865 года здание института благородных девиц было построено. 6 февраля 1865 года оно было освещено преосвященным епископом Орловским и Севским Поликарпом в присутствии губернатора Н. В. Левашова, попечительницы института, супруги орловского губернского предводителя дворянства — А. М. Апраксиной (урождённая Пашкова, 1829—1916) и многочисленных гостей. Первой начальницей Орловского института стала Агнесса Александровна фон Вессель.
Здание института представляло собой большое трёхэтажное сооружение с домовой церковью во имя Святой Анны, матери Пресвятой Богородицы. Находилось на улице Борисоглебской (ныне Салтыкова-Щедрина). На первом этаже жила начальница института, здесь же располагались комнаты классных дам, зал, столовая, кухня, баня и прачечная. На втором этаже были обустроены классы, физический кабинет, музыкальная комната и библиотека, на третьем ‒ домовая церковь, комната для горничных и общие спальни воспитанниц (дортуары).
Летом 1867 года император Александр II (в честь которого был назван Орловский институт благородных девиц) с сыном Владимиром посетил институт, специально прибыв в это учебное заведение. Второй раз он посетил институт в июле 1869 года вместе с женой — императрицей Марией Александровной.
Орловский александринский институт благородных девиц был закрыт после Октябрьской революции. Его здание уцелело в ходе революции и Гражданской войны. В начале 1930-х годов в бывшем помещении института разместилась городская 32-я школа. В годы Великой Отечественной войны здание института было разрушено при отступлении немецких войск из Орла в 1943 году.
В 1961 году на его месте был построен Дворец пионеров и школьников имени Ю. А. Гагарина.
В феврале 2020 года в Орловской областной библиотеке имени И. А. Бунина состоялась выставка, посвящённая 155-летию открытия Орловского Александринского института благородных девиц.